# إير (فلم)
إير (بالإنجليزية: Air) هو عنوان لفيلم أنمي ياباني صدر عام 2005 للمخرج اوسامو ديزاكي، الفيلم مبني على قصة للعبة حاسوب تحمل ذات العنوان، وقد أنتج الأنمي شركة توي أنيميشن (بالإنجليزية: Toei Animation).
تبدأ أحداث الفيلم بوصول المتجول الشاب يوكيتو كونيساكي إلى مدينة كامي بحثاً عن رزقه في مهرجان الصيف، وهناك يلتقي ميتسوزو كاميو وفي يومه الأول وتبدأ بينهما صداقة سرعان ما تتكشف عن قصة عمرها ألف عام.

## تسلسل الأحداث
يوكيتو كونيساكي هو فنان محرك للدمى يتنقل من مدينة إلى أخرى بحثاً عن الرزق، يصل أثناء تجوالهه إلى مدينة ساحلية صغيرة تدعي كامي ويمكث فيها طلباً للرزق الذي يترقبه مع قدوم مهرجان الصيف، وفي ذات الوقت تكون ميتسوزو كاميو - تلميذة المدرسة التي أنهت دوامها للتو - في خضم تحضيرها لمشروع الدراسة التي اختارت أن يكون عن تاريخ المدينة القديم، وأثناء بحثها تجد ميتسوزو كتاباً يحكي قصة كانابي نو ميكوتو (فتاة ذات قدرة خارقة تتمثل بامتلاكها أجنحة يساعدها في الطيران) التي هي مصدر إلهام لفكرة مهرجان الصيف المرتقب، تلتقي ميتسوزو بيوكيتو قرب شاطئ البحر حيث حطمت دراجتها وتدعوه للمبيت في منزلها نظراً لكونه فقيراً لا مكان له للمبيت، وهناك يتعرف على عمتها هاروكو الغريبة الأطوار، ويبدأ يوكيتو بمساعدة ميتسوزو في مشروع بحثها.
سرعان ما تنشأ صداقة وطيدة بين يوكيتو وميتسوزو وتبدأ قصة كانابي نو ميكوتو (أو كانا اختصاراً) بالتكشف شيئاً فشيئاً، وتظهر أن كانا -آخر الكائنات المجنحة- تقع في حب ريوكو، تكون كانا مهددة بفقدان أجنحتها إذا ما غادرت، وتطمح كانا بالمغادرة مع حبيبها لرؤية أمها التي افترقت عنها منذ طفولتها، ويقوم ريوكو بمساعدتها في الهرب والطيران لرؤية أمها.
خلال رحلة البحث، تعاود أعراض مرض الطفولة الذي أصاب ميتسوزو بالظهور، وتعود الذكريات بكانا فتكتشف أن أعراض المرض الذي أصابها ما هي إلا عقوبة لكونها احبت شخصاً من غير امثالها من الكائنات الطائرة، وتقوم العمة هاروكو بالاتصال بوالد ميتسوزو ليأتي ويأخذها لأن مرضها أصبح شديداً.
سرعان ما يكتشف الاثنان يوكيتو وميتسوزو أنهما يمثلان كانا وريوكو ويعيدان قصة ماضيهما الذي انهى سابقاً بموت كانا عقب فرارها إلى امها وإصابتها بسهام العقوبة، إلا أن جسدها لم يصل الأرض أبددً وبقي في السماء.

## شخصيات أساسية

### يوكيتو كونيساكي
يوكيتو كونيساكي (国崎 往人 ،Kunisaki Yukito) هو رحالة شاب، يتقن فن تحريك الدمى ويتنقل عبر البلاد في رحلة لكسب الرزق والبحث عن الفتاة التي في السماء؛ مهمة تكفلت بها عائلته لأجيال طويلة، هو سليل ريوكو حبيب الفتاة كانابي نو ميكوتو ذات الأجنحة في الأسطورة القديمة، يلتقي بأشخاص كثيرين ويمر بأحداث مختلفة كانضمامه لنادي الفلك الذي أسسته وترأسه ميناغي تونو.

### ميسوزو كاميو
ميسوزو كاميو (神尾 観鈴،Kamio Misuzu) فتاة وتلميذة مدرسة، يتيمة الأم وتعيش في منزل عمتها، يلتقيها يوكيتو في مدينة كامي خلال ترحاله وتنشأ بينهما صداقة وطيدة.
بعد أسابيع من انتقال يوكيتو إلى البلدة تعود أعراض مرض ميسوزو القديم إليها، وتخبر عمة ميسوزو يوكيتو أن هذا المرض يسوء لدى تعلق ميسوزو بصديق، تسوء حالة ميسوزو كثيراً الأمر الذي يجبر عمتها على استدعاء والدها ويدفع يوكيتو إلى الرحيل من البلدة.
ميسوزو هي من سلالة كانابي نو ميكوتو.

### كانو كيريشيما
كانو كيريشيما (霧島 佳乃 ،Kirishima Kano) هي ثاني فتاة يلتقيها يوكيتو في مدينة كامي عقب لقائه بميسوزو، هي الأخت الصغرى لهاجيري كاريشيما، فتاة نشطة ومليئة بالحيوية وغالباً ما تجلب له المتاعب، تظهر دائماً بصحبة كلبها الصغير «بوتيتو» (بطاطا)، ترتدي وشاحا مربوطا حول معصمها باستمرار؛ الأمر الذي تبرره اختها الكبرى هاجيري بأنه يمكن كانو من استعمال قواها السحرية، يشك يوكيتو في البدء بأن تكون كانو هي كانابي الفتاة ذات الأجنحة التي يبحث عنها، تحلم كانو بلقاء أمها منذ زمن بعيد، وكانت تتمنى الموت وتلوم نفسها على وفاة أمها.
أصيبت كانو بلعنة عندما كانت صغيرة وذلك أثناء إحدى مهرجانات الصيف عندما ابتعدت عن أهلها وذهبت إلى الضريح، وفي الضريح اقتربت هي وأختها الكبرى هاجيري من ريشة المعبد المقدسة، ومنذ ان لمست هاجيري الريشة أصيبت أختها باللعنة، هاجيري لا تؤمن بمثل هذه الححوادث غير الطبيعية لكنها لاحظت ان أختها الصغرى بدأت بالتصرف بشكل غريب منذ تلك الحادثة، وتتحدث عن الطيران طوال الوقت.

### ميناغي تونو
ميناغي تونو (遠野 美凪 ،Tōno Minagi) هي ثالث فتاة يلتقيها يوكيتوو في المدينة، هي التلميذة الأكثر تفوقاً في المدرسة التي تذهب إليها ميسوزو، فتاة هادئة ومنعزلة، وهي رائدة ورئيسة نادي الفلك الذي ينضمم إليه يوكيتو، والد مميناغي كثير السفر ووالدة ميناغي مصابة بمرض نفسي يوهمها بأنها قد أجهضت أثناء حملها بميناغي الأمر الذي يدفعها للتنكر لإبنتها وطردها أحياناً خارج المنزل.

## شخصيات أخرى مهمة

### هاروكو كاميو
هاروكو كاميو (神尾 晴子 ،Kamio Haruk) هي عمة ميسوزو وهي التي قامت بتربيتها منذ وفاة والدتها، تحب ميسوزو كثيراً ولكنها تحاول مقاومة هذا الحب لاعتقادها بأن ميسوزو سوف ترحل بعيداً عنهها في يوم من الأيام، امرأة نشيطة تحب العمل وعادة ما تعود في المساء لتشرب حتى الثمالة.

### هاجيري كيريشما
هاجيري كيريشما (霧島 聖 ,Kirishima Hijiri) هي الأخت الكبرى كانو كيريشيما، وهيجاري هي طبيبة البلدة والمسؤولة عن رعاية أختها الصغيرة منذ وفاة والديهما، قامت هيجاري بعقد وشاح حول معصم أختها كانو بعد أن حاولت كانو الانتحار وهي طفلة، وأقنعت هاجيري أختها الصغرى بأن هذا الوشاح يمككنها من استعمال سحرها.

### ميتشيرو
ميتشيرو (みちる) فتاة صغيرة نشطة ومشاكسة، هي صديقة مقربة من ميناغي وأم ميناغي لديها وهم بأن ميتشرو هي ابنتها التي أنجبتها من حمل (وهمي) ثانٍ، ليس لدى ميشيرو مككان لتعيش وهي تسكن مع ميناغي في بيتها.

### ببوتيتو
بوتيتو (ポテト ،Poteto) هو الكلب الصغير المصاحب لكانو طوال الوقت، كان بوتيتو سبب لقاء كانو بيوكيتو، يظهر بوتيتو عدة مرات خلال الفيلم ويردد عبارة «بيكو» أو «بيكا» طوال الوقت، يححب بوتيتو عرض الدمى الذي يؤديه يوكيتو.

## نسخة المسلسل التلفزيوني
كما تم إنتاج فيلم مقتبس عن لعبة إير فقد أنتج أيضاً مسلسل تلفزيوني مستوحى من قصة اللعبة بعنوان (بالإنجليزية: Air TV) وعلى عكس الفيلم فإن سير الأحداث في المسلسل أكثر تطابقاً معه في القصة الأصلية.

## وصلات خارجية
- مقالات تستعمل روابط فنية بلا صلة مع ويكي بيانات

- https://web.archive.org/web/20101028133813/http://www.air2004.com/